# 東京ベイ信用金庫
東京ベイ信用金庫（とうきょうベイしんようきんこ、英語：Tokyo Bay Shinkin Bank）は、千葉県市川市に本店を置く信用金庫である。

## 沿革
- 1928年（昭和3年）7月2日 - 市川信用組合を設立する。
- 1951年（昭和26年） - 信用金庫法により市川信用金庫に組織変更する。
- 1973年（昭和48年） - 東葛信用組合と合併、名称を市川東葛信用金庫とする。
- 1994年（平成6年）
  - 1月24日 - 大蔵省関東財務局より合併内認可書を交付[1][2]。
  - 5月30日 - 城東信用金庫と合併、名称を東京ベイ信用金庫とする[3]。
- 2001年（平成13年） - 松戸信用金庫を合併する。
- 2022年（令和4年）
  - 3月7日 - この日から磁気の影響を受けにくい新しい通帳（Hi-Co通帳）を取扱開始した(Hi-Co通帳に対応していない信用金庫ATMではHi-Co通帳は使えない。) [4]。